# Toguz korgool
Toguz korgool lub toguz kumalak jest  gra typu mankala rozgrywana w Azji Środkowej. Znana jest jaka Toguz korgool w Kirgistanie, toguz kumalak w Kazachstanie, Mangala w Turcji,  Mere Köçdü w Azerbejdżanie, i Chaqpelek u Ujgurów. 
W 2020 roku "Toguz Kumalak/Toguz Korgool/Mangala/Göçürme: Tradycyjna gra strategii i inteligencji" została wpisana na listę reprezentatywną niematerialnego dziedzictwa kulturowego (UNESCO) poprzez wspólne zgłoszenie Kazachstanu, Kirgistanu i Turcji.

## Historia
Toguz Korgool lub Togyz Kumalak (Dziewięć Kulek) jest wersją środkowoazjatycką gry typu mankala, o charakterze liczbowym i opiera się na matematycznej logice. Numer "dziewięć" ma duże znaczenie we wierzeniach ludowych i w mitologii ludów Azji Środkowej. Kirgizi dzielili kiedyś rok na 40 tygodni, gdzie każdy z tygodni składał się z dziewięciu dni.
Oprócz Kirgistanu, gra ta rozgrywana jest także w Kazachstanie (pod nazwą Toguz Kumalak), Tadżykistanie, Uzbekistanie, Turkmenistanie, przez Kirgizów w północno-wschodnim Afganistanie, w niektórych regionach Rosji (Ałtaj, Chakasja, Jakucja, Tatarstan i Tuwa), przez mniejszość Kazachską w zachodniej Mongolii oraz w północno-zachodnich Chinach (w Urumczi i w Dżungarii).
Gra typu mankala dotarła do Azji Środkowej jedwabnym szlakiem oraz poprzez rozprzestrzenianie się islamu. O grze Toguz Korgool mowa jest w kirgiskim eposie Manas (fragment w języku kirgiskim):
Жалпак жыгач чаптырып,

Чараларын оюшуп

Бир жагына бир тогуз,

Бир жагына бир тогуз,

Үй чыгарып коюшуп…

## Reguły gry

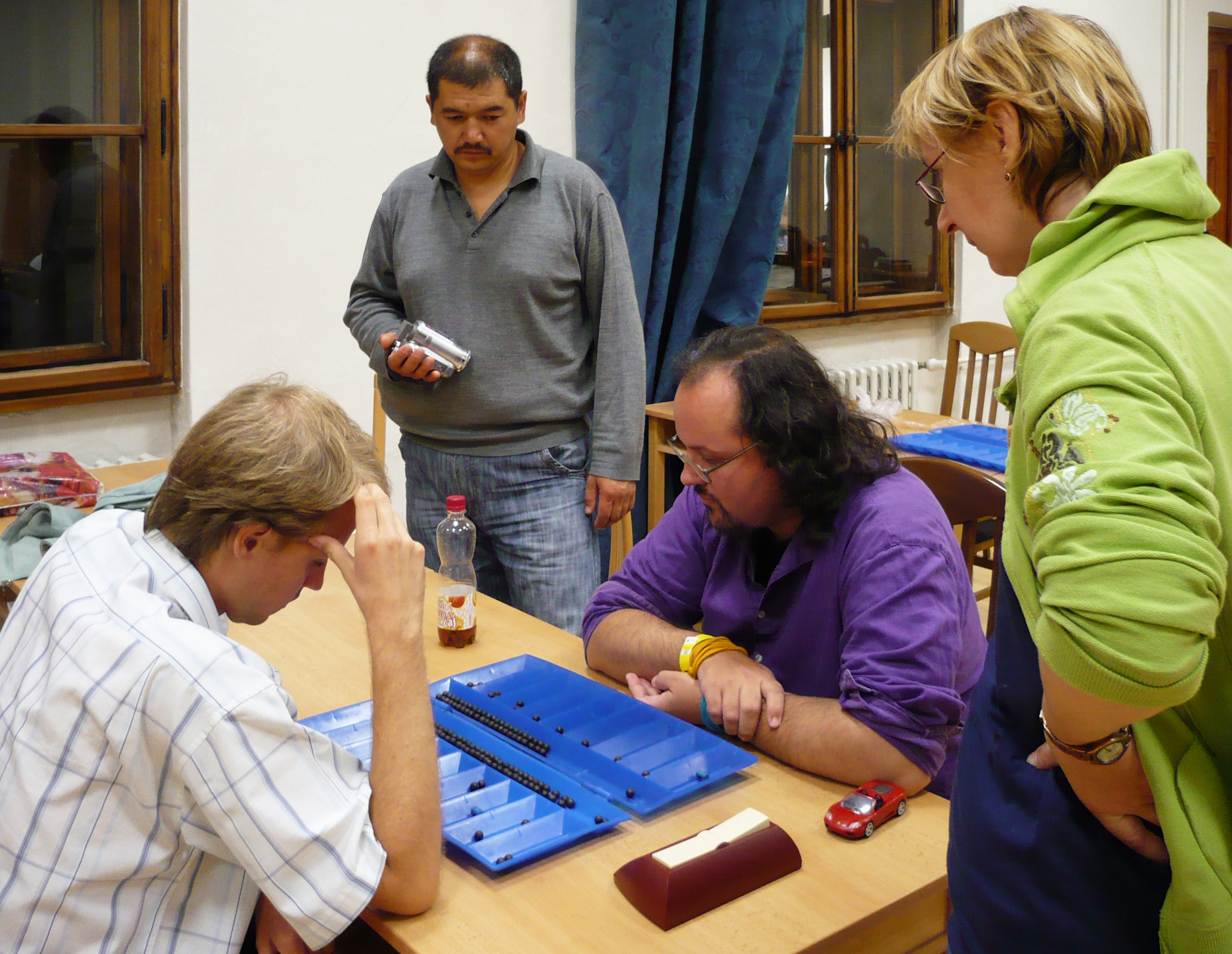
Toguz korgool

Gra toczy się w dwóch rzędach dołków, wypełnionych 162 kamieniami (kulkami). W każdym z rzędów znajduje się po 9 dołków. Oprócz tego do gry potrzebne są dwa duże dołki, czy misy, zwane kaznami, które służą do gromadzenia wygranych kulek przez każdego z graczy osobno. Na początku w każdym dołku znajduje się po 9 kamieni, natomiast kazany są puste. Celem gry jest zdobycie przynajmniej 81 kamieni. Grę poprzedza wylosowanie rozpoczynającego.
Gracze wykonują ruchy na przemian w stronę przeciwną do kierunku ruchu wskazówek zegara. Każdy ruch polega na wyjęciu kamieni z wybranego dołka po stronie gracza i umieszczeniu po jednym kamieniu w kolejnych dołkach, zaczynając od opróżnionego właśnie dołka. Wyjątek stanowi sytuacja, gdy w dołku znajduje się tylko jeden kamień – zostaje on przełożony do następnego dołka, pozostawiając poprzedni pustym. 
Jeśli ostatni kamień wpada do któregoś z dołków przeciwnika, przy czym liczba kamieni w tym dołku staje się przez to parzysta, gracz zdobywa wszystkie kamienie z tego dołka – przenosi je do swojego kazna. Jeśli ostatni kamień trafia do któregoś dołka z rzędu gracza – kamienie nie są zabierane przez nikogo. 
Jeśli ostatni kamień wpadł do dołka przeciwnika, w którym były dwa kamienie, gracz zdobywa wszystkie 3 kamienie z tego dołka i przekłada je do swego kazana, natomiast opróżniony w ten sposób dołek staje się jego tuzem. W ciągu dalszej gry każdy kamień, który wpadnie do tuza, jest automatycznie zdobywany przez jego właściciela. Każdy z graczy może mieć tylko jednego tuza podczas całej gry i nie można zamienić utworzonego tuza na inny dołek. Nie jest dozwolone także utworzenie tuza w ostatnim (dziewiątym) dołku przeciwnika, jak również w dołku, w którym przeciwnik już utworzył tuza – na przykład, jeśli gracz ogłasza tuza w drugim dołku przeciwnika, przeciwnik nie może utworzyć tuza w drugim dołku gracza. Dołki w rzędach numerowane są zgodnie z ruchem gry.
W 1974 roku powstała Federacja Togyzkumalak Kazachskiej SRR. Została ona reaktywowana w 2004 roku jako Federacja Togyzkumalak w Kazachstanu. Istnieje również Światowa Federacja Togyzkumalaków.

## Kirgiska Federacja Toguz Korgool
Kirgiska Federacja Toguz Korgool została stworzona w 1993 roku i dba upowszechnienie gry w kraju. Gra jest również popularna w Kazachstanie, gdzie także działa federacja mankali (Toguz Kumalak), która powstała nieco później, bo w 2004 roku. W obu państwach gra ta promowana jest jako sport narodowy. Grę tą początkowo grali sami mężczyźni, ale w obecnie jest popularna również wśród kobiet.
Pierwsze Mistrzostwa Świata odbyły się w dniach 1-7 listopada 2010 roku w Astanie, w Kazachstanie. 25 uczestników męskich mistrzostw reprezentowało 14 narodów: Antigua i Barbuda, Chiny, Niemcy, Gruzja, Kazachstan, Kirgistan, Mongolia, Rosja, Hiszpania, Szwajcaria, Turcja, Turkmenistan, USA i Uzbekistan. W mistrzostwach kobiet wzięło udział 18 zawodniczek z 10 krajów: Azerbejdżanu, Chin, Czech, Kazachstanu, Kirgistanu, Mongolii, Rosji, Turcji, Turkmenistanu i Uzbekistanu. Cztery kraje wysłały pełne drużyny (3 zawodników) w każdej płci: Kazachstan, Kirgistan, Mongolia i Rosja. Uzbekistan miał pełną drużynę męską.
Chronologia Mistrzostw Świata:
- Pierwsze Mistrzostwa Świata odbyły się w dniach 1-7 listopada 2010 roku, Astana (Kazachstan).
- Drugie Mistrzostwa Świata w Togyzkumalaku odbyły się w dniach 14-20 lipca 2012 roku, Pardubice, (Czechy).
- Trzecie Mistrzostwa Świata w Togyzkumalak odbyły się w dniach 12-18 kwietnia 2015 roku, Ałmaty (Kazachstan).
- Czwarte Mistrzostwa Świata Togyzkumalak odbyły się w dniach 3-8 września 2017 roku w Astana, (Kazachstan).
- Piąte Mistrzostwa Świata w Togyzkumalak odbyły się w dniach 26 kwietnia - 4 maja 2019 roku, Antalya (Turcja).

Organizowane są regularne mistrzostwa Toguz Korgool/Toguz Kumalak w Kirgistanie, Kazachstanie, Uzbekistanie, Rosji (Ałtaj), a pierwszy turniej poza granicami byłego Związku Radzieckiego został zorganizowany w sierpniu 2006 roku, w Londynie, podczas Mindsports Olimpiady. Kolejne turnieje odbyły się w Stambule (Turcja), Pradze (Czechy), Ohrid (Macedonia) i Londynie (Wielka Brytania) w 2007 roku. Ostatni turniej odbył się w Czechach w sierpniu 2014 roku.
Komputerowa wersja tej gry została stworzona przez Kirgiskiego informatyka K. Kartanbaeva w 1999 roku.
W Polsce powstał Europejski Klub graczy "Toguz Korgool" związany z portalem internetowym Kyrgyzstan.pl.